# دنی مک فارلین
دنی مک فارلین (انگلیسی: Danny McFarlane؛ زادهٔ ۱۴ ژوئن ۱۹۷۲) دونده اهل جامائیکا است.